# Beaulieu, Ardèche
Beaulieu är en kommun i departementet Ardèche i regionen Auvergne-Rhône-Alpes i sydöstra Frankrike. Kommunen ligger  i kantonen Joyeuse som ligger i arrondissementet Largentière. År 2022 hade Beaulieu 538 invånare.

## Befolkningsutveckling
Antalet invånare i kommunen Beaulieu
Referens: INSEE